# Max Ulrich Graf von Drechsel
Max Ulrich Graf von Drechsel (* 3. Oktober 1911 in Karlstein, Markt Regenstauf im Landkreis Regensburg, Oberpfalz; † 4. September 1944 in Berlin-Plötzensee) war ein deutscher Berufsoffizier und Widerstandskämpfer des 20. Juli 1944.

## Leben
Max Ulrich Graf von Drechsel wuchs zusammen mit vier Geschwistern auf Schloss Karlstein bei Regensburg auf. Seine Eltern waren der Kammerherr und Dr. jur. Carl-August Graf von Drechsel und Karoline Gräfin von und zu Lerchenfeld auf Köfering und Schönberg. Er besuchte das Benediktinergymnasium Metten und wechselte nach einem Schülerstreich auf das Benediktinergymnasium bei St. Stephan in Augsburg. Nach dem Abitur 1930 studierte er in München, Paris, Innsbruck und Erlangen Rechtswissenschaften. In München wurde er Mitglied der Rheno-Bavaria, einer katholischen Studentenverbindung im KV. Nach seinem ersten Juristischen Examen 1933 in Erlangen war er zunächst Referendar am Amtsgericht Regenstauf. Aufgrund der zunehmenden Beeinflussung des Justizwesens durch die Nationalsozialisten schied er aus der juristischen Laufbahn aus, um sich, wie er angab, „von den politischen Vorgängen distanzieren zu können“. Er trat daher als Offiziersanwärter 1934 in die Reichswehr (aus ihr ging 1935 die Wehrmacht hervor) ein.
Nach dem Einmarsch der deutschen Truppen in Frankreich (Westfeldzug) schrieb er 1940: „Schade, dass wir (Deutsche und Franzosen) uns immer wieder durch Kriege gegenseitig schwächen. Man könnte sich vorstellen, wenn es endlich einmal gelänge, die weißen Völker einmal in eine Front zu bringen, dass die Kräfte, die nutzlos verpufft werden, wesentlich nutzbringender verwendet werden können.“
Im Zweiten Weltkrieg wurde er unter anderem beim Deutschen Afrikakorps eingesetzt. Nach einer schweren Verwundung im Jahr 1941 folgte seine Versetzung nach München zum Wehrkreis VII, wo auch sein Jugendfreund Major Ludwig Freiherr von Leonrod tätig war. Als dieser nach Berlin abkommandiert wurde, übernahm Drechsel im Rang eines Hauptmanns dessen Aufgabe als Verbindungsoffizier der Widerstandsgruppe für den Wehrkreis. Nach dem fehlgeschlagenen Attentat vom 20. Juli 1944 wurde Drechsel, der noch bis zum 6. August auf dem elterlichen Schloss in Urlaub gewesen war, bereits Mitte des Monats als „Mittäter des Aufstandes“ verhaftet und durch den am 2. August 1944 gebildeten Ehrenhof aus der Wehrmacht unehrenhaft ausgestoßen, so dass das Reichskriegsgericht für die Aburteilung nicht mehr zuständig war. Am 4. September 1944 wurde Drechsel vom Volksgerichtshof unter dessen Präsidenten Roland Freisler zum Tode verurteilt und noch am selben Tag in Plötzensee erhängt. Sein Leichnam wurde verbrannt und die Asche auf den Wiesen der Berliner Abwasserentsorgung verstreut.

Drechsel bewahrte seine tiefe katholische Gläubigkeit bis zum Lebensende. Davon zeugen besonders die beiden Abschiedsbriefe an seine Eltern:

„Morgen findet meine Verhandlung statt; ich sehe dem Tod ruhig und gefaßt entgegen. Eine große Gnade war es für mich, diese lange Vorbereitungszeit von drei Wochen zu haben, während der ich im Gebet viel Trost, Stärkung und Erleuchtung erfahren habe. Der liebe Gott hat mir oft wunderbar geholfen. Ich bin ihm viel näher gekommen, und er hat mir namentlich die Gnade geschenkt, Ihn recht von Herzen lieben zu lernen. (3. September 1944)“

 und: 

„Fröhlich sollt Ihr mit den Menschen und mit meinen Freunden sprechen, dann werde ich gern, gern geistig bei Euch sein, der ich im Leben stets froh war. (4. September 1944)“

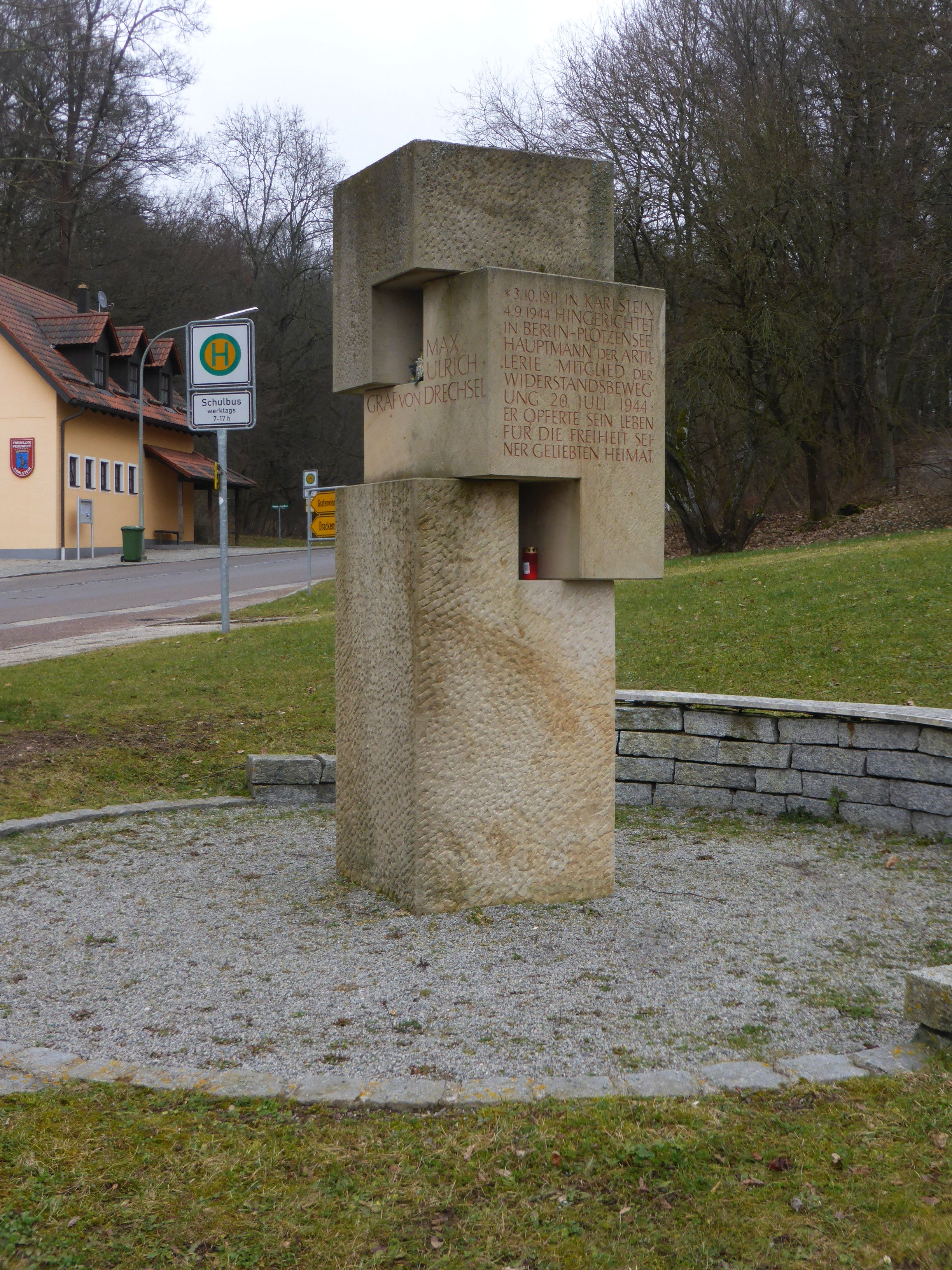
Gedenkstein für Max Ulrich Graf von Drechsel vor Schloss Karlstein bei Regensburg

## Gedenken
- Seit dem Schuljahr 2006/2007 trägt die Staatliche Realschule Regenstauf den Namen Max-Ulrich-von-Drechsel-Realschule Regenstauf. Darüber hinaus erinnern in seinem Heimatort Karlstein die Max-Graf-von-Drechsel-Straße sowie ein Gedenkstein an den Widerstandskämpfer.
- Die katholische Kirche hat Max Ulrich Graf von Drechsel im Jahr 1999 als Glaubenszeugen in das deutsche Martyrologium des 20. Jahrhunderts aufgenommen.